# Raffles Hotel
Raffles Hotel är ett lyxhotell i kolonialstil i Singapore. Numera är det förmodligen mest känt som platsen där drinken Singapore Sling uppstod i början av 1900-talet. Hotellet, som är namngivet efter Sir Stamford Raffles, öppnade för första gången år 1887 och deklarerades år 1987 som ett nationalmonument. Hotellet byggdes av armenierna Martin, Tigran, Aviet och Arshak Sarkies. År 1989 påbörjades den renovering som blev färdig år 1991.

## Raffles tiger 1902
Morgonen den 12 augusti 1902 upptäcktes en tiger under golvet till hotellets biljardrum. Den sköts inför publik av en av hotellets anställda, C. M. Phillips. Sex skott krävdes, varav de fyra första tycks ha missat djuret. Skytten förstörde sina kläder men vare sig han eller någon annan tycks ha kommit till skada. Det döda djuret mätte 2,3 m (7 fot och 8 tum).
Senare historia har hävdat att det var den sista vilda tigern som sköts i Singapore. Tidningsreferatet och i februari 2016 tillfrågad informationspersonal vid hotellet anger, att det rörde sig om en från djuruppvisning någon dag tidigare förrymd tiger. Den hade iakttagits i trakterna men hade undkommit att bli fångad innan den sökt sin tillflykt under hotellgolvet.
Tigern utrotades från Singapore under 1890-talet men enstaka djur simmade senare över sundet från Malackahalvön och det sista kända vilda djuret sköts på 1930-talet.